# فالح الفياض
فالح فيصل فهد الفياض (ولد في 1956) سياسي عراقي، كان رئيس سابق ومستشار لمجلس الأمن القومي، وحاليًا هو رئيس هيئة الحشد الشعبي، وهو أيضًا مؤسس «حركة عطاء».

## حياته ونشأته ودراسته
ولد في 27 آذار 1956 في بغداد. حصل على درجة البكالوريوس في الهندسة الكهربائية من جامعة الموصل عام 1977. وهو رئيس هيئة الحشد الشعبي ورئيس ومؤسس حركة عطاء. كما شغل منصب مستشار مجلس الأمن القومي في الحكومة العراقية.
في 8 يناير 2021، عاقبت وزارة الخزانة الأمريكية الفياض بسبب «علاقته بانتهاكات خطيرة لحقوق الإنسان»، وتناولت دوره في القمع العنيف للاحتجاجات العراقية التي بدأت في أكتوبر 2019. وأثناء الاحتجاجات استخدمت الميليشيات المدعومة من إيران بقيادة الفياض الرماة لإطلاق الرصاص الحي والماء الساخن والغاز المسيل للدموع على المتظاهرين، مما أدى إلى سقوط العديد من القتلى والجرحى.

## وصلات خارجية
- الموقع الرسمي لـ فالح الفياض نسخة محفوظة 11 ديسمبر 2017 على موقع واي باك مشين.
- فالح الفياض اثناء تأسيس حركة عطاء - يوتيوب
- كلمة فالح الفياض اثناء تأسيس حركة عطاء - يوتيوب